# Ninetis subtilissima
Ninetis subtilissima är en spindelart som beskrevs av Simon 1890. Ninetis subtilissima ingår i släktet Ninetis och familjen dallerspindlar. Inga underarter finns listade i Catalogue of Life.